# 鹿児島県道57号麓重富停車場線
鹿児島県道57号麓重富停車場線（かごしまけんどう57ごう ふもとしげとみていしゃじょうせん）は、鹿児島県鹿児島市から姶良市に至る県道（主要地方道）である。

## 概要
路線名の通り重富駅へ連絡する県道ではあるが、終点は重富駅ではなく、駅前を通過して少し先に行った場所にあり、県道や国道にも接続しない。

### 路線データ
- 起点：鹿児島県鹿児島市西佐多町（吉田麓交差点、鹿児島県道25号鹿児島蒲生線交点）
- 終点：鹿児島県姶良市脇元

## 歴史
- 1958年（昭和33年）11月1日 - 鹿児島県告示773号により認定された[2]。
- 1993年（平成5年）5月11日 - 建設省から、県道麓重富停車場線が麓重富停車場線として主要地方道に指定される[3]。

## 地理

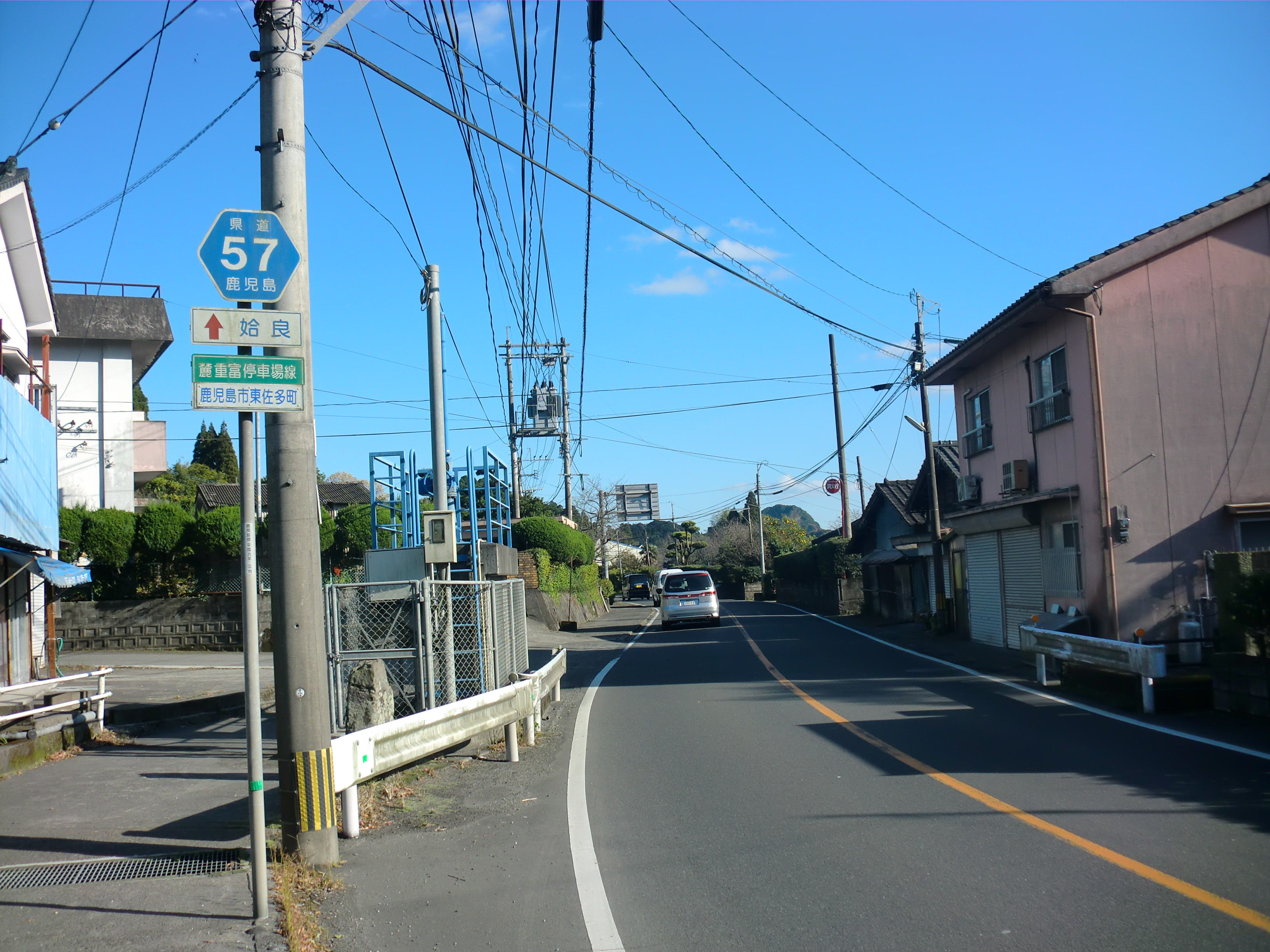
鹿児島市東佐多町（姶良方面）

### 通過する自治体
- 鹿児島市
- 姶良市

### 交差する道路
| 交差する道路                | 市町村名 | 交差する場所 | 交差する場所        |
| --------------------------- | -------- | ------------ | ------------------- |
| 鹿児島県道25号鹿児島蒲生線  | 鹿児島市 | 西佐多町麓   | 吉田麓交差点 / 起点 |
| E3 九州自動車道             | 姶良市   | 平松         | 26 姶良IC           |
| 鹿児島県道446号十三谷重富線 | 姶良市   | 平松         |                     |
| 国道10号                    | 姶良市   | 脇元         | 重富郵便局前交差点  |
| 国道10号                    | 姶良市   | 脇元         | 脇元交差点          |

### 交差する鉄道
- 日豊本線

### 沿線
- 鹿児島市立吉田小学校
- 鹿児島市立吉田北中学校
- JR九州日豊本線 重富駅